# ميوبيا (فلم)
ميوبيا أو قصر نظر هو فيلم دراما مغربي صدر سنة 2020، من كتابة وإخراج وإنتاج وبطولة سناء عكرود.

## القصة
يتعقب الفيلم قصة فاطمة القروية الحامل في شهرها السادس والتي تعيش في المغرب المنسي في أعالي الجبال النائية، حيث تضطر إلى مغادرة قريتها للمدينة بحثا عن نظارات لشيخ القرية الشخص الوحيد المتعلم والذي يمكنه قراءة الرسائل المبعوثة من قبل أفراد القرية المهاجرين للمدن. وأثناء رحلتها تواجهها عراقيل ولحظات مروعة تؤدي لفقدانها لطفلها فتنقلب حياتها.

## جوائز وترشيحات
- جائزة أحسن فيلم وجائزة لجنة التحكيم الخاصة وجائزة التنويه لتشخيص سناء عكرود في الدورة 36 للمهرجان السينمائي الدولي لرؤى أفريقيا.[2][3]

## روابط خارجية
- ميوبيا  في قاعدة بيانات الأفلام على الإنترنت (بالإنجليزية)